# Nemo (cantante)
Nemo, pseudonimo di Nemo Mettler (Bienne, 3 agosto 1999), è un cantante, rapper e polistrumentista svizzero.
Ha vinto l'Eurovision Song Contest 2024 con il brano The Code, rappresentando la Svizzera.

## Biografia
Nasce a Bienne, nel cantone di Berna. Suo padre è Markus Mettler, un inventore e uomo d'affari, e sua madre Nadja Schnetzler, una giornalista. Ha una sorella di nome Ella con cui collabora nella direzione artistica dei progetti. Appassionatosi alla musica sin dall'età di tre anni, ha presto imparato a suonare il violino, il pianoforte e la batteria; dai 9 ai 13 anni studia canto lirico. Dai 13 anni inizia ad approcciarsi al rap, esibendosi ad alcuni eventi svizzeri, interpretando canzoni sue originali. Successivamente si stabilisce a Berlino per perseguire la sua carriera musicale.

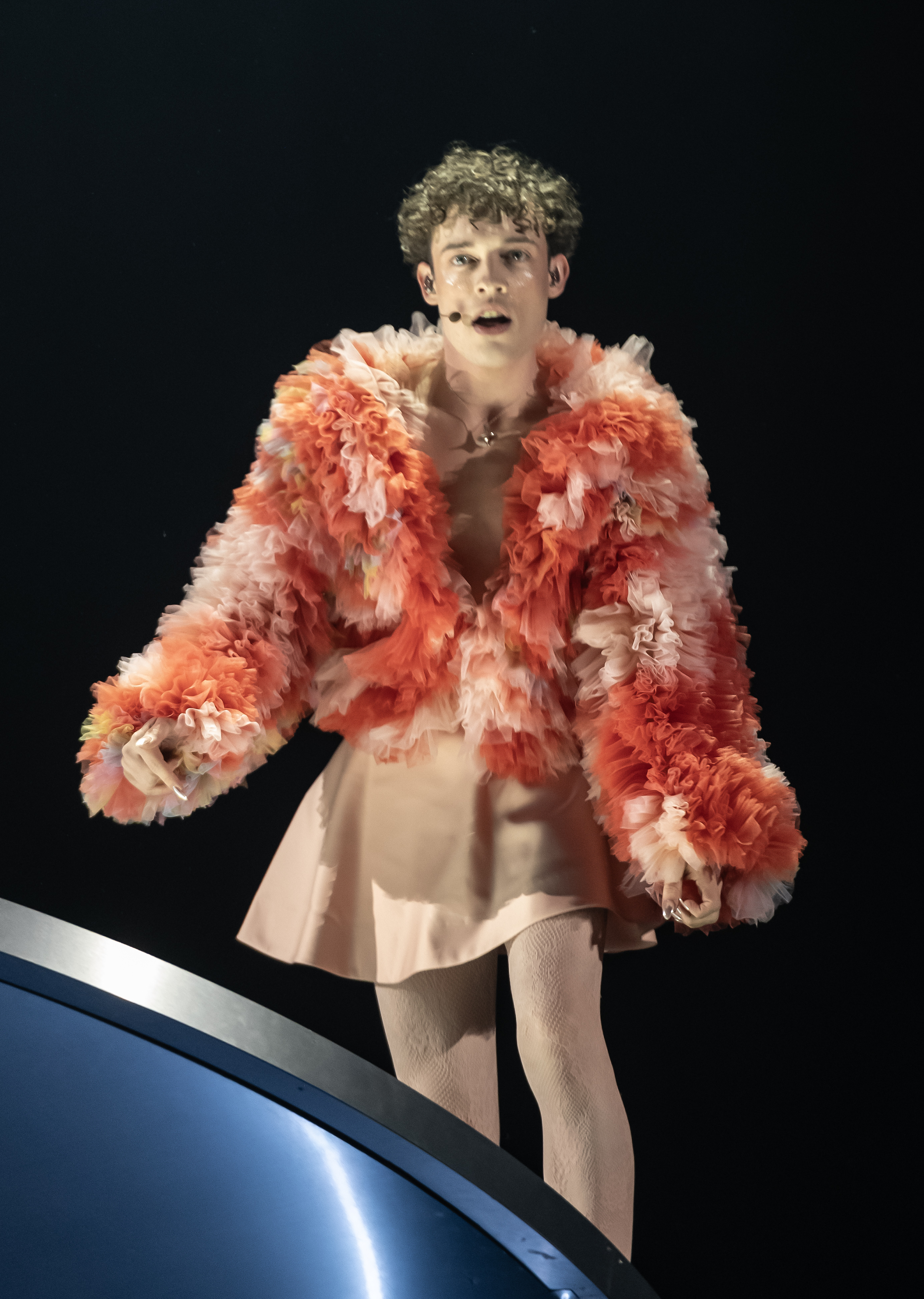
Nemo, mentre si esibisce sulle note di The Code durante le prove della seconda semifinale per l'Eurovision Song Contest, 8 maggio 2024

Nel 2015 Nemo ha iniziato a pubblicare in maniera indipendente i suoi singoli, a cui ha fatto seguito il suo EP di debutto Clownfisch, che ha raggiunto la 95ª posizione nella classifica album svizzera. Ha raggiunto la notorietà nazionale grazie al singolo Du, scritta in tedesco svizzero come la maggior parte dei suoi brani, che ha raggiunto la 4ª posizione nella classifica singoli stilata dalla Schweizer Hitparade.
Nel 2018 ha vinto quattro premi ai Swiss Music Awards, i principali riconoscimenti musicali della Confederazione Elvetica, conquistando i premi per il "Miglior brano svizzero", "Miglior artista svizzero", "Miglior esibizione live" e "Miglior artista solista maschile". Nel 2021 ha partecipato alla seconda edizione del programma The Masked Singer Switzerland, versione svizzera del format internazionale Il cantante mascherato, classificandosi al quinto posto, indossando la maschera del Panda.
Il 29 febbraio 2024 l'emittente radiotelevisiva pubblica SRF ha annunciato di avere selezionato internamente Nemo come rappresentante della Svizzera all'Eurovision Song Contest 2024 a Malmö. Il suo brano eurovisivo, The Code, è stato presentato nel medesimo giorno. Nel maggio successivo, dopo aver ottenuto la qualificazione dalla seconda semifinale, Nemo ha preso parte alla finale eurovisiva, vincendo la competizione con 591 punti totalizzati.
Il 4 ottobre successivo pubblica il brano Eurostar. Il 22 novembre 2024 Nemo è uno degli ospiti del Royal Variety Performance al Royal Albert Hall di Londra, condividendo il palco con Elton John, David Furnish, Sophie Ellis-Bextor e James Bay. Durante la serata incontra il re Carlo III, presente tra il pubblico per assistere allo spettacolo.

## Vita privata
Nel novembre 2023, in un'intervista al quotidiano SonntagsZeitung, Nemo ha dichiarato di essere una persona non binaria, preferendo l'uso del suo nome invece dei pronomi durante le interviste in tedesco, e l'utilizzo dei pronomi inglesi they/them, di genere neutro, durante gli eventi internazionali.
Durante una missione per la Croce Rossa Svizzera in El Salvador nel 2018, ha fornito dettagli sul suo nome "Nemo" che significa "nessuno" in latino, e ha dichiarato a questo proposito: «i miei genitori pensavano che se non fossi stato nessuno, sarei potuto diventare tutto».
Nel 2022 ha fatto coming out via storie Instagram, dichiarandosi pansessuale. È fidanzato con una ragazza dal 2019.

## Discografia

### EP
- 2015 – Clownfisch
- 2017 – Momänt-Kids
- 2017 – Fundbüro
- 2022 – Whatever Feels Right

### Singoli
- 2016 – Himalaya
- 2017 – Marc Amacher (con Marc Amacher)
- 2017 – Ke Bock
- 2017 – Du
- 2017 – Usserirdisch
- 2018 – Crush uf di
- 2019 – 5i uf de Uhr
- 2019 – 365
- 2019 – Girl us mire City
- 2020 – Dance With Me
- 2020 – Video Games
- 2021 – Hailey (con Chelan)
- 2021 – Certified Pop Queen
- 2021 – Chleiderchäschtli
- 2022 – Lonely Af
- 2022 – Own Sh¡t
- 2022 – F*ck Love (con Anthony de la Torre)
- 2022 – Be like You
- 2023 – This Body
- 2024 – Falling Again
- 2024 – The Code
- 2024 – Eurostar
- 2025 – Casanova
- 2025 – Unexplainable

#### Come featuring
- 2016 – Sheriff (Visu feat. Nemo)
- 2017 – Singer (Dodo feat. Nemo)
- 2019 – Legend (Stress feat. Nemo)